# Academia Donglin
La academia Donglin (en chino, 東林書院; pinyin, Dōnglín Shūyuàn; literalmente, ‘Academia del Bosque Oriental’), también conocida como academia Guishan (en chino, 龜山書院; pinyin, Guīshān Shūyuàn), fue construida originariamente en el año 1111 durante la dinastía de los Song del Norte en la actual Wuxi, China. Fue en un principio una escuela donde enseñaba el erudito neoconfuciano Yang Shi pero después cayó en desuso. El nombre "Donglin" se tomó del famoso tempo Donglin en la base del monte Lu, adonde Yang Shi había viajado y consideró que el templo era un buen lugar para enseñar a sus estudiantes. Cuando Yang Shi acabó sus estudios, fue a Wuxi para buscar una localización para la academia Donglin similar a la del templo y cuando la encontró comenzó a enseñar a sus estudiantes durante 18 años.

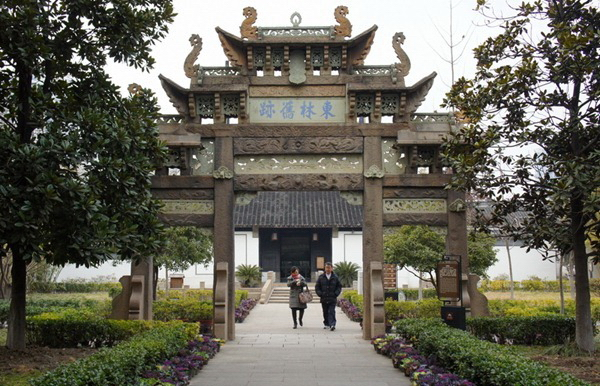
Viejo arco conmemorativo de la academia Donglin en Wuxi.

En 1604, durante el reinado de Wanli, Gu Xiancheng (1550-1612), un Gran Secretario Ming, junto a Gao Panlong (1562-1626), un alto funcionario, y otros compañeros como Qian Yiben y Yu Kongjian restauraron la academia Donglin en el mismo sitio y con apoyo financiero de la nobleza local y los altos funcionarios de Changzhou. La academia cedió su nombre al resultante movimiento Donglin.
En 1626, la academia fue brutalmente destruida dejando únicamente parte del arco conmemorativo. La actual academia fue reconstruida durante la dinastía Qin por los emperadores manchúes Yongzheng y Quianlong para ganarse la aprobación de los funcionarios Han de Wuxi.
Entre 1981 y 1982, el gobierno chino redecoró la academia. El parque de la academia Donglin se encuentra en el número 867 este de la calle Jiefang, en Wuxi.